# Andrena korleviciana
Andrena korleviciana is een vliesvleugelig insect uit de familie Andrenidae. De wetenschappelijke naam van de soort is voor het eerst geldig gepubliceerd in 1887 door Heinrich Friese.